# Runaway (album av Wishbone Ash)
"Runaway" är ett livealbum av rockbandet Wishbone Ash, släppt 1994.

## Låtlista
1. Helpless (Live)
2. Runaway (Live)
3. Warrior (Live)
4. Lorelei (Live)
5. Persephone (Live) (tonar av vid 3:45. studioversionen är 6:58)
6. (In All Of My Dreams) You Rescue Me (Live)
7. Outward Bound (Live)
8. Mother Of Pearl (Live)
9. Rest In Peace (Live)
10. Time Was (Live)
11. Bad Weather Blues (Live)